# Carlephyton madagascariense
Carlephyton madagascariense là một loài thực vật có hoa trong họ Ráy (Araceae). Loài này được Jum. mô tả khoa học đầu tiên năm 1919.